# Osphrantis
Osphrantis és un gènere monotípic d'arnes de la família Crambidae. Conté només una espècie, Osphrantis paraphaea, que es troba a les illes Talaud.